# 唐詩選
『唐詩選』（とうしせん）は、明の李攀竜が編纂したといわれる唐代の漢詩選集。出版年代は李攀竜の死後、16世紀末から17世紀初頭とされる。

## 概説
五言古詩14首、七言古詩32首、五言律詩67首、五言排律40首、七言律詩73首、五言絶句74首、七言絶句165首の計465首を収録する。唐詩の選集としては、日本では『唐詩三百首』と並んで良く読まれている。特に江戸時代には、『論語』や『十八史略』と並んで広く読まれていた。
李攀竜は、宋詩優勢の中、王世貞らとともに古文辞派の後七子として、盛唐詩（玄宗時代の詩）を規範とする擬古主義的な文学を推進していた。『唐詩選』もそうした評価に従って詩が選ばれており、盛唐の詩人である杜甫・李白・王維などの詩が多く採用される一方、中・晩唐の詩は軽視されており、韓愈が1首、杜牧や白居易にいたっては採録されていないなど、その詩の選び方は偏っている。
『唐詩選』は李攀竜の死後、明末に刊行され、清初まで郷塾の初学者のテキストとして広い読者を確保した。日本にも伝来年代は不明であるものの、古くから伝来していたものと推定されている。日本では荻生徂徠が明の古文辞派を重んじ、『唐詩選』を高く評価したことから大流行し、徂徠の弟子服部南郭が新たに校訂を施した『唐詩選』は版を重ね、ベストセラーとなった。
しかし中国本土では、清代になり古文辞派など明代の文学観が批判されるようになると、『唐詩選』の評価は下落した。さらに、『四庫全書総目提要』において、『唐詩選』が李攀竜の編纂ではなく、民間の出版業者による偽作であるという説が提示されたことで、一層見向きされなくなった。

## 唐詩選偽作説について
『四庫全書総目提要』の偽作説は、おおよそ以下のようなものである。
「『唐詩選』は、町の商人が、当時名声の高かった李攀竜の名を騙り、李の編んだ漢詩集『古今詩刪』の唐の部分を抜き出し、李の遺稿「選唐詩序」を「唐詩選序」と改竄して序文とし、あたかも李が『唐詩選』を編纂したかのように見せかけ、注釈も唐汝詢の『唐詩解』から盗用したものであろう。塾で学習教材として使っていることが多いのは、おかしなことである」
この説が日本に伝わると、『唐詩選』に対する批判が生じ、偽作説は更に追及され、「『唐詩選』には『古今詩刪』に未収録の漢詩も入っている。従って『古今詩刪』の抜粋ですらない。詩の選択も疑問であり、価値の低い書物である」とされた。山本北山のように「偽唐詩」とさえいうものさえあったという。これに対し、1932年に平野彦次郎は「李于鱗唐詩選は果たして偽書なりや」の中で、『四庫全書総目提要』の偽作説を批判し、『唐詩選』は李攀竜の真作であるとする説を発表した。しかし現在でも偽作説は有力である。

## 日本での評価
上述の通り、「唐詩」の選集としては批判の多い刊本であるが、特に盛唐期の詩をうかがい知る上で最も手頃な選集として今日まで馴染まれている。例えば小説家の藤沢周平は漢詩を良く読んでいたが、晩年に「私のような非専門家には、『唐詩選』のような文庫版3冊くらいの小ぶりの詩集がちょうど良い」と述べた。
手頃さと唐詩らしい詩が多く含まれていることから、日本では今日まで最も一般的に読まれている。ただし、今日「唐詩選」と題する日本語書籍の多くは、編者が全く独自に編んだ「選詩集」で出版されている。

## 収録されている詩人
五十音順に列挙する。
- 韋応物
- 韋元旦
- 韋荘
- 于武陵
- 衛万（えいばん）[2]
- 王維
- 王翰
- 王建
- 王之渙
- 王周（おうしゅう）[3]
- 王昌齢
- 王績
- 王表（おうひょう）[4]
- 王勃
- 王烈（おうれつ）[5]
- 王湾（おうわん）[6]
- 欧陽詹
- 温庭筠
- 賀知章
- 賈至
- 賈曾
- 賈島
- 郭震
- 韓翃
- 韓愈
- 綦毋潜
- 魏徴
- 丘為
- 許渾
- 荊叔（けいしゅく）[7]
- 元稹
- 玄宗皇帝
- 厳武
- 呉象之（ごしょうし）[8]
- 顧況
- 皇甫冉
- 耿湋
- 高適
- 蔡希寂（さいきせき）[9]
- 崔恵童（さいけいどう）[10]
- 崔顥
- 崔国輔
- 崔曙（さいしょ）[11]
- 崔敏童（さいびんどう）[12]
- 崔魯（さいろ）[13]

- 司空曙
- 司馬礼（しばれい）[14]
- 釈皎然
- 釈霊一
- 朱放
- 常建
- 蕭穎士
- 沈佺期
- 岑参
- 薛瑩（せつえい）[15]
- 薛業（せつぎょう）[16]
- 銭起
- 祖詠
- 蘇頲
- 蘇味道
- 宋之問
- 孫逖
- 太上隠者（たいじょういんじゃ）[17]
- 戴叔倫
- 段成式
- 儲光羲
- 張謂
- 張説
- 趙嘏
- 張諤（ちょうがく）[18]
- 張九齢
- 張喬
- 張均
- 張敬忠（ちょうけいちゅう）[19]
- 張継
- 張祜
- 張子容
- 張若虚（ちょうじゃくきょ）[20]
- 張巡
- 張籍
- 張仲素
- 張潮（ちょうちょう）[21]
- 張南史
- 陳子昂
- 陳祐（ちんゆう）[22]
- 丁仙芝（ていせんし）[23]
- 鄭審（ていしん）[24]
- 杜審言
- 杜甫

- 裴迪（はいてき）[25]
- 万楚（ばんそ）[26]
- 武元衡
- 文宗皇帝
- 包何（ほうか）[27]
- 孟郊
- 孟浩然
- 羊子諤
- 楊炯
- 駱賓王
- 李益
- 李華
- 李頎
- 李嶠
- 李建勲
- 李拯
- 李商隠
- 李適之
- 李端
- 李憕
- 李白
- 李邕
- 柳宗元
- 劉禹錫
- 劉長卿
- 劉庭琦（りゅうていき）[28]
- 劉廷芝（りゅうていし）
- 呂温
- 令狐楚
- 盧照鄰
- 盧僎（ろせん）[29]
- 盧弼
- 盧綸
- 郎士元
- 楼穎（ろうえい）[30]

### 採用作品の多い詩人
| 作者   | 合計 | 五言古詩 | 七言古詩 | 五言律詩 | 五言排律 | 七言律詩 | 五言絶句 | 七言絶句 |
| ------ | ---- | -------- | -------- | -------- | -------- | -------- | -------- | -------- |
| 杜甫   | 51   | 2        | 8        | 12       | 7        | 15       | 2        | 5        |
| 李白   | 33   | 2        | 2        | 5        | 1        | 1        | 5        | 17       |
| 王維   | 31   | 1        | 1        | 8        | 3        | 8        | 5        | 5        |
| 岑参   | 28   | 1        | 3        | 3        | 1        | 6        | 2        | 12       |
| 王昌齢 | 21   |          | 1        | 1        |          | 1        | 2        | 16       |
| 高適   | 18   | 1        | 2        | 5        | 2        | 2        | 2        | 4        |
| 李頎   | 12   |          | 1        | 1        | 1        | 7        | 1        | 1        |
| 宋之問 | 9    |          | 2        | 2        | 4        |          |          | 1        |
| 沈佺期 | 9    |          |          |          | 2        | 6        |          | 1        |
| 張説   | 9    |          |          | 3        | 1        | 3        | 1        | 1        |
| 韋応物 | 8    | 1        |          |          |          | 1        | 4        | 2        |
| 杜審言 | 8    |          |          | 4        | 1        |          |          | 3        |
| 孟浩然 | 7    |          |          | 2        | 1        |          | 3        | 1        |
| 賈至   | 7    |          |          |          |          | 1        |          | 6        |
| 劉長卿 | 7    |          |          | 1        | 2        |          | 2        | 2        |
| 陳子昂 | 7    | 1        |          | 3        | 2        |          | 1        |          |

## 本稿で参照した訳・注解
- 『唐詩選』目加田誠・注解、明治書院〈新釈漢文大系19〉、初版1964年

本文を箋注本により全唐詩を参照して校訂、解釈を施した完訳版
- 『唐詩選』目加田誠訳注・渡部英喜編、明治書院〈新書漢文大系6〉、新版2002年。抜粋新書判

## 関連人物
- 服部南郭
- 森槐南
- 簡野道明
- 吉川幸次郎
- 小川環樹
- 前野直彬
- 石川忠久
- 松浦友久
- 植木久行
- 松原朗